# Arquidiocese de Melbourne
A Arquidiocese de Melbourne (Archidiœcesis Melburnensis) é uma circunscrição eclesiástica da Igreja Católica situada em Melbourne, Austrália. Seu atual arcebispo é Peter Andrew Comensoli. Sua Sé é a Catedral de São Patrício.
Possui 208 paróquias servidas por 421 padres, contando com 4 596 000 habitantes, com 26,3% da população jurisdicionada batizada (1 209 000 batizados).

## História
A Diocese de Melbourne foi erigida em 25 de junho de 1847, recebendo o território da Arquidiocese de Sydney, da qual originalmente era sufragânea.
Em 30 de março de 1874 cedeu partes do seu território em vantagem da ereção das dioceses de Ballarat e de Sandhurst.
Em 31 de março desse mesmo ano a Diocese foi elevada à dignidade de arquidiocese metropolitana pelo breve Incrementa do Papa Pio IX.
Em 10 de maio de 1887 cedeu outra parte do território para o benefício da ereção da Diocese de Sale, a quem cedeu mais território em 1959.
Recebeu a visita pastoral do Papa João Paulo II em 28 de novembro de 1986.

## Prelados
|                     | Nome                                 | Período    | Notas                                    |
| Arcebispos          | Arcebispos                           | Arcebispos | Arcebispos                               |
| ------------------- | ------------------------------------ | ---------- | ---------------------------------------- |
| 9º                  | Peter Andrew Comensoli               | 2018-atual |                                          |
| 8º                  | Denis James Hart                     | 2001-2018  |                                          |
| 7º                  | George Pell                          | 1996-2001  | Nomeado Arcebispo de Sydney              |
| 6º                  | Thomas Francis Little †              | 1974-1996  |                                          |
| 5º                  | James Robert Knox †                  | 1967-1974  |                                          |
| 4º                  | Justin Daniel Simonds †              | 1963-1967  |                                          |
| 3º                  | Daniel Mannix †                      | 1917-1963  |                                          |
| 2º                  | Thomas Joseph Carr †                 | 1886-1917  |                                          |
| 1º                  | James Alypius Goold, O.S.A. †        | 1874-1886  |                                          |
| Arcebispo-coadjutor |                                      |            |                                          |
|                     | Justin Daniel Simonds                | 1942-1963  |                                          |
|                     | Daniel Mannix                        | 1912-1917  |                                          |
| Bispo-auxiliar      |                                      |            |                                          |
|                     | Thinh Xuan Nguyen                    | 2024-      | Atual                                    |
|                     | Rene Ramirez, R.C.I.                 | 2024-      | Atual                                    |
|                     | Anthony John Ireland                 | 2021-2025  | Nomeado Arcebispo de Hobart              |
|                     | Martin Ashe                          | 2021-atual |                                          |
|                     | Terence Robert Curtin                | 2014-2025  |                                          |
|                     | Mark Stuart Edwards, O.M.I.          | 2014-2020  | Nomeado Bispo de Wagga Wagga             |
|                     | Vincent Long Van Nguyen, O.F.M.Conv. | 2011-2016  | Nomeado Bispo de Parramatta              |
|                     | Leslie Rogers Tomlinson              | 2009-2012  | Nomeado Bispo de Sandhurst               |
|                     | Timothy John Costelloe, S.D.B.       | 2007-2012  | Nomeado Arcebispo de Perth               |
|                     | Peter John Elliott                   | 2007-2018  |                                          |
|                     | Christopher Charles Prowse           | 2003-2009  | Nomeado Bispo de Sale                    |
|                     | Mark Benedict Coleridge              | 2002-2006  | Nomeado Arcebispo de Camberra e Goulburn |
|                     | Joseph Angelo Grech                  | 1998-2001  | Nomeado Bispo de Sandhurst               |
|                     | Denis James Hart                     | 1997-2001  | Elevado a Arcebispo                      |
|                     | Hilton Forrest Deakin                | 1992-2007  |                                          |
|                     | Peter Joseph Connors                 | 1987-1997  | Nomeado Bispo de Ballarat                |
|                     | George Pell                          | 1987-1996  | Elevado a Arcebispo                      |
|                     | Joseph Peter O'Connell               | 1976-2006  |                                          |
|                     | Eric Gerard Perkins                  | 1972-1991  |                                          |
|                     | John Anthony Kelly                   | 1972-1986  |                                          |
|                     | Thomas Francis Little                | 1972-1974  | Elevado a Arcebispo                      |
|                     | John Neil Cullinane                  | 1967-1974  |                                          |
|                     | Lawrence Patrick Moran               | 1964-1970  |                                          |
|                     | Arthur Francis Fox                   | 1956-1967  | Nomeado Bispo de Sale                    |
| Bispo               |                                      |            |                                          |
| 1º                  | James Alypius Goold, O.S.A. †        | 1847-1874  |                                          |